# Ius prensionis
Das ius prensionis war eine der tribunizischen Gewaltbefugnisse der Volkstribune. Das Recht erlaubte ihnen, im Stadtgebiet Verhaftungen (prensiones) vorzunehmen. Die Verhaftung war die mildeste Prozessgewaltmaßnahme des Tribunats, der Sturz vom Tarpejischen Felsen die schärfste. Verhaftet werden konnten Standesgenossen, Magistrate, aber auch nahezu alle außerhalb des cursus honorum Stehende. Zumeist war das ius Ausgangspunkt für die noch empfindlichere Strafe der „Einkerkerung“ (in carcerem ducere). 
Livius berichtet, dass schon 471 v. Chr. – und damit in prädecemviraler Zeit – junge Patrizier verhaftet worden waren, weil sie der Aufforderung eines Amtsboten (viator) des Tribuns C. Laetorius nicht Folge leisteten, sich als nicht Stimmberechtigte von einer vom Tribun einberufenen contio zu entfernen.
Verschiedentlich gestaltete sich die prensio auch als Ab- oder Ausweisungsrecht. So wurde dem Konsul Gaius Hostilius Mancinus 136 v. Chr. der Zutritt zum Senat verwehrt. Er hatte den guten Ruf seiner gens aufs Spiel gesetzt, indem er sich den Numantinern ausgeliefert hatte, was als unehrenhaft verstanden wurde und das politische „Aus“ der Hostilier bedeutete. Er wurde hinausgeführt, weil kein römischer Bürger.
Wenige Jahre später, 133 v. Chr., verhaftete Ti. Gracchus den Konsular T. Annius, um ihn in einer contio zur Rede zu stellen. Valerius Maximus berichtet über einen Fall der Vorführung der Konsuln C. Scipio Nasica und Iunius Brutus, damit ihnen das Versprechen abgenommen werden konnte, beim Senat den Ankauf von Getreide zu thematisieren.
Das begriffliche in contionem producere wurde für die Vorführung des Delinquenten im Sinne des Gewaltbegriffs gebraucht, ebenso aber auch für die Vorführung aufgrund freiwilliger Folgeleistung des Zeugen.